# Vättersnäs

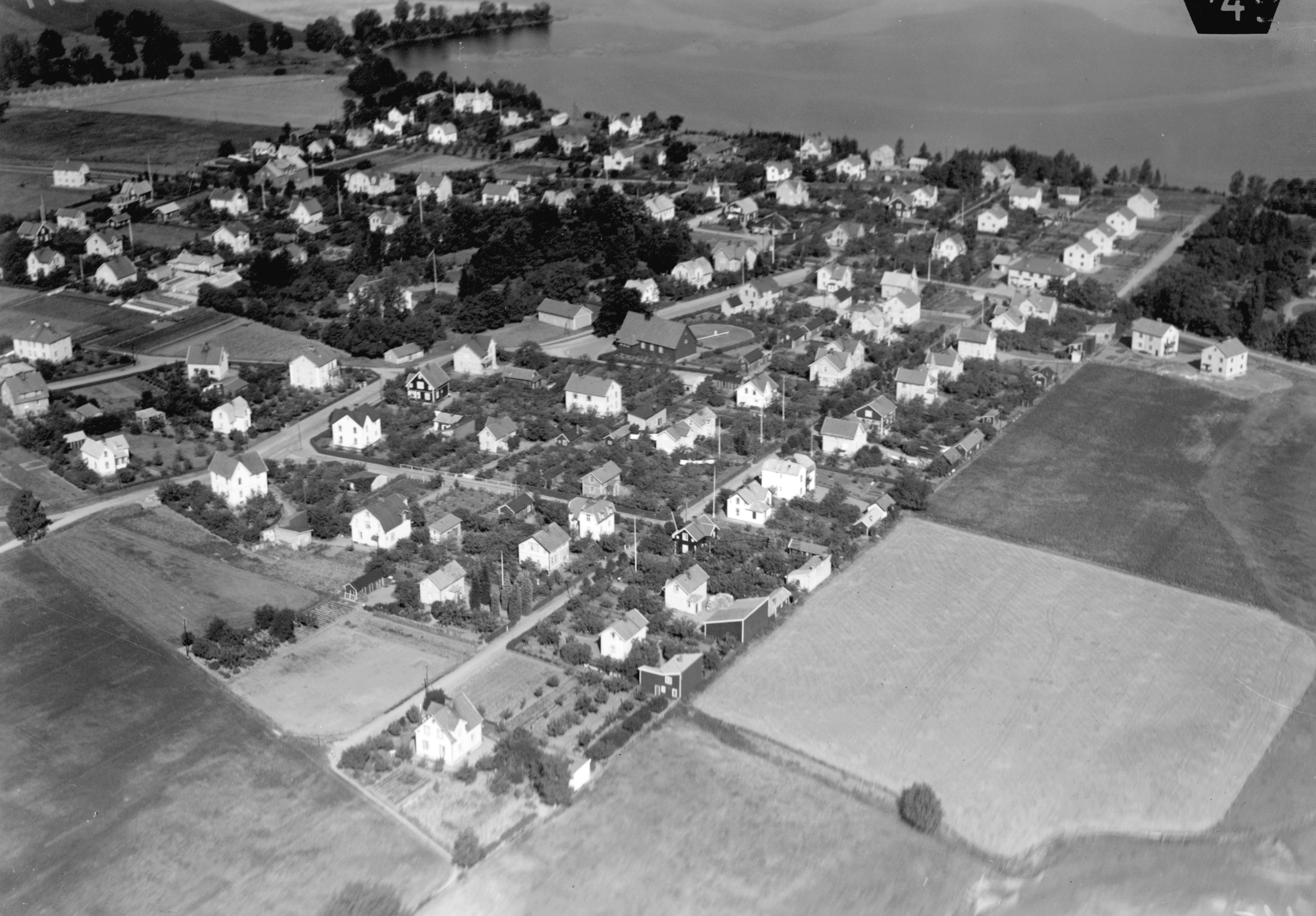
Vättersnäs, 1935. Sanna kyrka ligger ungefär mitt i bilden. Alströmervägen går snett upp i bildens högra del.

Vättersnäs, till 1913 Sanna, är en stadsdel i Jönköping, som ligger strax  om centrum. Området fick namnet Vättersnäs, när det fick postkontor 1913. Stadsdelen har främst villor, men även några flerfamiljsbostadshus. I den östra delen av Vättersnäs finns också industri och annan näringsverksamhet. Den första stadsplanen togs fram under 1910-talet.
Jönköping-Gripenbergs Järnväg drogs genom området mellan Jönköping Östra station och Rosendala station i Huskvarna på 1890-talet, och Vättersnäs egnahemsområde uppfördes på Sanna gårds mark efter en planering 1913 av Per Olof Hallman. 
I Vättersnäs finns Sanna kyrka, som tillhör Jönköpings församling. Tidigare fanns här också Equmeniakyrkans Ansgariikyrkan som invigdes i oktober 1965, men som förstördes vid en brand i augusti 2021.
Här bildades i november 1937 idrottsföreningen Vättersnäs IF, som senare uppgick i vad som i maj 1971 kom att bli ishockeyklubben HV71. HV71:s hemmahall, Husqvarna Garden, ligger i området Rosenlund, strax väster om Vättersnäs. Där finns också Elmiaområdet.

## Bildgalleri

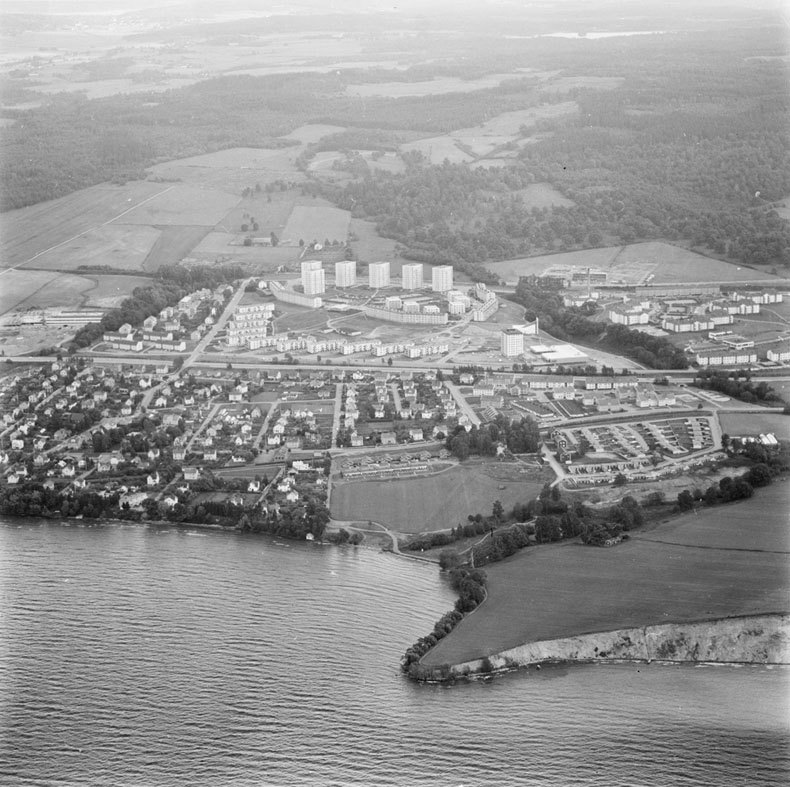
Vättersnäs och Österängen, 1966. I förgrunden mitt i ligger Sannabadet och till höger Rosenlunds bankar. Påbörjad bebyggelse i Öxnehaga i Huskvarna syns uppe till vänster vid dåvarande gränsen till Huskvarna stad.